# Wahlenbergia asparagoides
Wahlenbergia asparagoides là loài thực vật có hoa trong họ Hoa chuông. Loài này được (Adamson) Lammers miêu tả khoa học đầu tiên năm 1995.